# Dia de São Marcos
Dia de São Marcos, também conhecido como Festa de São Marcos, é uma celebração em homenagem a Marcos Evangelista realizada no dia 25 de abril.

## Observações e costumes locais

### Itália
O dia 25 de abril é um feriado nacional em toda a Itália, mas não por causa do Dia de São Marcos. A data marca o aniversário da libertação da Itália do regime nazi-fascista durante a Segunda Guerra Mundial, em 25 de abril de 1945.[carece de fontes?]

#### Sardenha
Em Tresnuraghes, uma pequena vila na Sardenha, Itália, acontece uma tradicional uma festa sarda. As famílias de pastores da região, em um gesto de gratidão à Providência, oferecem ovelhas e supervisionam seu preparo. Outras famílias contribuem com pão, seja como forma de agradecimento ou em busca de favores desejados. A celebração reúne centenas de pessoas, principalmente moradores locais, mas também visitantes, que compartilham comida e bebida em um grande momento de confraternização.

#### Veneza

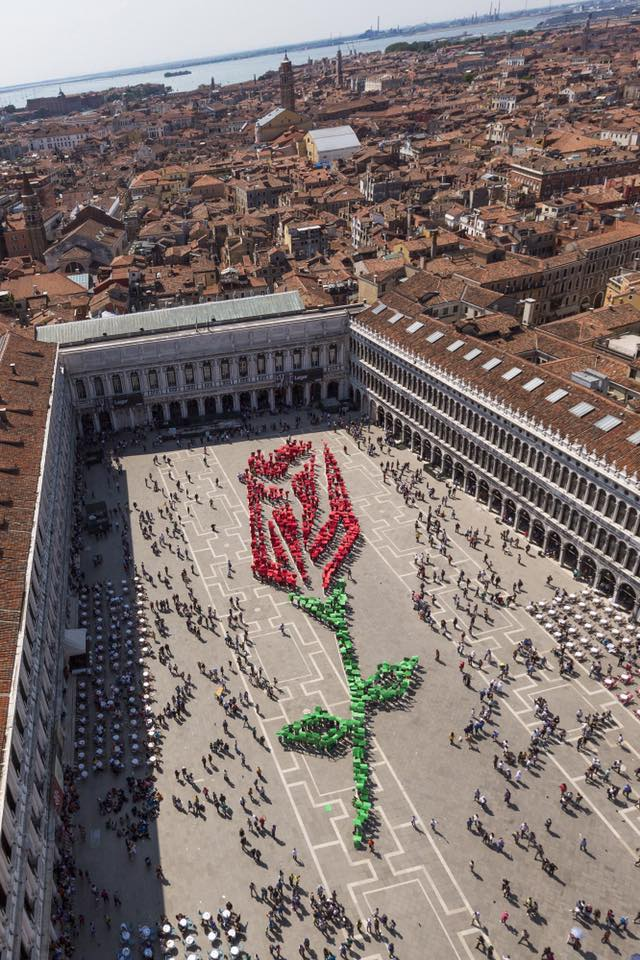
Festa del bocoło (festival do botão de rosa) na Praça de São Marcos, Veneza

A Festa de São Marcos (em italiano: Festa di san Marco), também chamada de Festival dos Botões de Rosa (em veneziano: festa del bócoło), é uma celebração que acontece em Veneza no dia 25 de abril em homenagem ao santo padroeiro de Veneza, São Marcos . Durante a festividade, é tradição que os homens presenteiem as mulheres que amam com um único botão de rosa.
Segundo a lenda, essa tradição surgiu no século VIII, quando um homem de origem humilde se apaixonou por uma jovem nobre em Veneza. Para conquistar a aprovação do pai dela, ele partiu para uma guerra distante. Gravemente ferido em batalha, encontrou uma roseira próxima e, com suas últimas forças, colheu uma rosa para sua amada. Antes de morrer, pediu a um companheiro que levasse a flor, agora manchada de sangue, de volta para ela.

### Lituânia
Na Lituânia, São Marcos é visto como o protetor da terra e das colheitas. Para garantir uma boa safra, havia o costume de evitar o consumo de carne nesse dia. Além disso, as pessoas evitavam mexer na terra, como arar ou cavar, para permitir que ela descansasse antes do intenso trabalho de plantio e colheita.

### México
Esta festividade é comemorada na cidade de Aguascalientes, México, na mesma data. Ela dá nome a um dos eventos mais populares da região, a Feira Nacional de São Marcos (em espanhol: Feria Nacional de San Marcos ), que costuma durar cerca de três semanas.[carece de fontes?]